# Hưng Long, Phan Thiết
Hưng Long là một phường thuộc thành phố Phan Thiết, tỉnh Bình Thuận, Việt Nam.
Phường Hưng Long có diện tích 0,89 km², dân số năm 1999 là 12.584 người, mật độ dân số đạt 14.139 người/km².